# Ferry Weertman
Ferry Weertman (* 27. Juni 1992 in Naarden) ist ein niederländischer Freistil- und Freiwasserschwimmer. Er ist unter anderem Olympiasieger, Weltmeister 2017 und Internationaler Deutscher Meister 2015 über 10 Kilometer, sowie zweifacher Europameister 2014 im Freiwasser.

## Karriere und Erfolge
Weertman lernte Schwimmen beim Babyschwimmen und bestritt erste Wettkämpfe als Sechsjähriger. Seine erste Medaille auf nationaler Ebene gewann er 2008 bei den Niederländischen Meisterschaften. 2010 beschloss er sich auf die Freiwasserstrecken zu konzentrieren. Bei den Jugendeuropameisterschaften 2011 im spanischen Navia gewann er die Bronzemedaille über 5 km. Die erste Goldmedaille bei den Senioren in einem internationalen Freiwasserrennen errang er im Juni 2013 bei den Offenen Französischen Meisterschaften über 5 km in Canet-en-Roussillon. Bei den Weltmeisterschaften desselben Jahres wurde er in 1:49:20,3 Stunden Sechster über 10 km, nur 8,5 Sekunden hinter dem Sieger Spyros Gianniotis (1:49:11,8).
Bei den Schwimmeuropameisterschaften 2014 belegte er den 7. Platz über 800 m in 7:55,57 Minuten (Sieger Gregorio Paltrinieri 7:44,98). Zweimal wurde ihm die Goldmedaille zuteil: Er gewann die 10 km in 1:49:56,2 vor Thomas Lurz (1.49:59,0) und dem Russen Jewgeni Dratzew (1:50:00,6).
Im 5-km-Team-Event obsiegte er im Verein mit Sharon van Rouwendaal und Marcel Schouten vor Griechenland und Deutschland (mit Thomas Lurz und Isabelle Härle).
Den ersten Wettbewerb bei den Internationalen Deutschen Meisterschaften Im Freiwasserschwimmen 2015, die 10 Kilometer der Herren, gewann Weertman auf dem Bodensee bei Lindau vor dem Magdeburger Rob Muffels (1:59,30,97) und dem Wiesbadener Alexander Studzinski (1:59,33,29). Die die Meisterschaften abschließenden 5 Kilometer brachten noch eine Bronzemedaille: Der neue Deutsche Meister Sören Meißner lag drei Hundertstelsekunden vor Rob Muffels und Weertman wurde Dritter.
Bei den Schwimmweltmeisterschaften 2015 auf der Kasanka im russischen Kasan holte Weertman die Silbermedaille über 10 km in 1:50,00 h hinter dem US-Amerikaner Jordan Wilimovsky (1:49,48,2) und vor dem Griechen Spyridon Gianniotis (1:50,00,7). 2016 wurde er in Rio de Janeiro über 10 km Olympiasieger. Ein Jahr später wurde er über diese Distanz erstmals Weltmeister.